# Z̧ehīrīyeh
Z̧ehīrīyeh (persiska: ظهیریّه) är en ort i Iran.   Den ligger i provinsen Khuzestan, i den centrala delen av landet, 500 km sydväst om huvudstaden Teheran. Z̧ehīrīyeh ligger 30 meter över havet och antalet invånare är 277.
Terrängen runt Z̧ehīrīyeh är platt. Runt Z̧ehīrīyeh är det ganska tätbefolkat, med 100 invånare per kvadratkilometer. Närmaste större samhälle är Deylam-e Jadīd, 13,0 km väster om Z̧ehīrīyeh. Omgivningarna runt Z̧ehīrīyeh är i huvudsak ett öppet busklandskap.